# 天主教巴约教区
天主教巴約教區（拉丁語：Dioecesis Baiocensis (-Lexoviensis)）是法國一個羅馬天主教教區，屬魯昂總教區。
教區於4世紀成立，1855年6月12日主教加銜里修。
教區位於卡爾瓦多斯省，2012年時有493,700名教友（佔轄區總人口71.1%）、51個堂區和209名司鐸。
教區主教現時出缺，榮休主教為若望·高德·布朗熱。